# 菲利普·罗齐耶
菲利普·罗齐耶（法語：Philippe Rozier，1963年2月5日—），法国男子马术运动员。他曾代表法国参加1984年、2000年和2016年夏季奥林匹克运动会马术比赛，其中2016年奥运会获得一枚金牌。

## 所獲榮譽
- 2016年，法國榮譽軍團騎士勳章[2]。

## 外部連結
- 菲利普·罗齐耶在国际奥林匹克委员会的资料